# Le quattro volte
Le quattro volte (en inglés: "The Four Times") es una película italiana realizada en 2010. Representa el concepto de metempsicosis que tiene lugar en la remota ciudad montañosa de Caulonia, en el sur de Italia.

## Trama
La película comprende cuatro fases, o 'giros', siguiendo a Pitágoras. El cambio de fase se produce en Calabria, donde Pitágoras tenía su secta en Crotona. Pitágoras afirmó que había vivido cuatro vidas y esto, con su noción de metempsicosis, es la estructura de la película, que muestra una fase y luego pasa a otra. Una anécdota famosa es que Pitágoras oyó el llanto de su amigo muerto en el ladrido de un perro.
- El primer turno es el reino humano y trata de un viejo cabrero que está bastante enfermo y que toma por la noche una medicina hecha con el polvo del suelo de la iglesia en agua. Esta fase incluye una larga toma de 8 minutos de la procesión de los aldeanos que culmina con el episodio del perro y el camión para que las cabras ocupen el pueblo.
- El segundo turno es el reino animal y consiste en el estudio de una cabra joven, desde su nacimiento.
- El tercer turno es el reino vegetal y consiste en el estudio de un abeto. Finalmente, el árbol es talado para exponerlo en la plaza del pueblo y evocar la memoria cultural.
- El cuarto turno muestra el reino mineral, en el que el árbol se convierte en carbón vegetal para las hogueras del pueblo. Esta fase, dado que el carbón vegetal no es un mineral en ninguna de las definiciones modernas, apunta a un recuerdo de los procesos bioculturales.

## Recepción
En Rotten Tomatoes, la película tiene una calificación de aprobación del 93% según 54 reseñas, con una calificación promedio de 8.08/10. El consenso del sitio dice: "El nacimiento, la muerte y la transformación se examinan en Le quattro volte, una meditación profunda y, a menudo, divertida sobre los ciclos de la vida en la tierra". En Metacritic, la película tiene una puntuación media ponderada de 80 sobre 100, basada en 16 reseñas, lo que indica "críticas generalmente favorables".